# Guillaume Bouzignac
Guillaume Bouzignac (* um 1587; † nach 1643) war ein französischer Priester, Chorleiter und Komponist.

## Leben und Wirken
Guillaume Bouzignac wurde wahrscheinlich um 1587 in Saint-Nazaire-d’Aude in Südfrankreich geboren. Er erhielt seine Ausbildung an der Kathedrale Saint-Just von Narbonne. Seine Laufbahn ist typisch für Reisekapellmeister seiner Zeit, die nicht selten nur wenige Jahre an einem Ort tätig waren. Bouzignac war ab 1607 für etwa ein Jahr als Sänger und sous-maître de musique an der Kathedrale von Angoulême angestellt. Zwischenzeitlich war er wieder in Narbonne tätig. Ab November 1624 ist seine Ernennung zum maître de musique an der Kathedrale von Bourges dokumentiert. Nach einem kurzen Aufenthalt in Paris übernahm er 1629 die Leitung der Maîtrise an der Kathedrale Notre-Dame von Rodez, wo er bis 1632 tätig war. Ab 1643 erscheint sein Name als Leiter der Maîtrise der Kathedrale Notre-Dame-du-Port de Clermont-Ferrand. Einige Hinweise deuten darauf hin, dass er 1642 die Basilika Saint-Martin de Tours oder die benachbarte Abtei Marmoutier besuchte.
1632 schrieb der königliche juge-prévot aus Angoulème seinem Freund Marin Mersenne, dass um etwa 1606 oder 1607 Bouzignac sein Diener war und er bezeichnete diesen bereits in dieser Zeit als réputé pour estre un bon maîstre, ein Lob, welches Mersenne 1637 in seinem Traktat Harmonie universelle bestätigt.
Erst zu Beginn des 20. Jahrhunderts wurden Bouzignacs ausschließlich handschriftlich überlieferte Werke wiederentdeckt. Es ist nicht sicher, aber man nimmt an, dass Bouzignac sich nach 1608 einige Jahre in Italien und/oder Spanien aufgehalten hat. Dies würde auch die spezielle Charakteristik seiner Musik erklären. Auffällig an Bouzignacs Kompositionsweise ist die besondere Dramatik, die er dadurch erreicht, dass der Chor in Gruppen aufgeteilt wird, die miteinander im Dialog stehen.

## Diskografie (Auswahl)
- Motetten, Te Deum. Les Arts Florissants, Harmonia Mundi HMC 901 471
- Die Karwoche in der Provence. Boston Camerata, Erato 4509 98480-2
- Motetten. Sächsisches Vocalensemble, TACET 0156-4

| Personendaten    | Personendaten                          |
| ---------------- | -------------------------------------- |
| NAME             | Bouzignac, Guillaume                   |
| KURZBESCHREIBUNG | französischer Chorleiter und Komponist |
| GEBURTSDATUM     | um 1587                                |
| STERBEDATUM      | nach 1643                              |